# Jacinto Benavente
Jacinto Benavente y Martinez (12 tháng 8 năm 1866 – 14 tháng 7 năm 1954) là nhà thơ, nhà viết kịch Tây Ban Nha đoạt giải Nobel Văn học năm 1922. Ông là một trong những nhà soạn kịch trào phúng lớn nhất của Tây Ban Nha trong thế kỉ 20.

## Tiểu sử
Jacinto Benavente y Martinez là con trai một bác sĩ ở Madrid, từ nhỏ thích vào nhà hát và tự mình dựng những hoạt cảnh kịch cho gia đình và người thân. Năm 1882 Benavente vào học Luật ở Đại học Madrid. Sau khi cha mất, ông bỏ học sang Pháp, Anh và Nga tìm kiếm việc làm có thu nhập cao để viết văn. Sau đó ông quay trở lại Tây Ban Nha làm diễn viên, biên tập viên cho một số tờ báo và làm phóng viên báo chí, viết phê bình sân khấu và văn học.
Sự nghiệp viết kịch của Jacinto Benavente bắt đầu với tác phẩm Teatro fantastico (Sân khấu giả tưởng, 1892), sau đó ông tiếp tục viết kịch bản, làm thơ, phụ trách tạp chí Vida literaria (Đời sống văn học) của nhóm "Thế hệ năm 1898" (một tổ chức văn học tập hợp các nhà văn Tây Ban Nha tìm cách khôi phục văn hóa và uy tín của Tây Ban Nha sau Chiến tranh Tây Ban Nha–Hoa Kỳ) và sau đó là tạp chí Madrid comico (Madrid hài). Trong sự nghiệp viết kịch, ông đã để lại hơn 170 vở thuộc đủ các loại, đặc biệt thành công với các hài kịch châm biếm thói đạo đức giả tư sản, đã có công cách tân truyền thống nổi tiếng của sân khấu Tây Ban Nha. Benavente khéo xây dựng cấu trúc kịch và đi sâu vào tâm lý nhân vật. Tác phẩm lớn nhất của ông là Los Intereses creados (Trò chơi quyền lợi, 1908), lên án một xã hội chỉ vì đồng tiền.
Về thơ, tập đầu tiên của Jacinto Benavente ra đời vào năm 1893, ngay lúc đó đã được nhiều người biết đến, sau đó ông tiếp tục xuất bản nhiều tập thơ khác. Ông còn viết phê bình sân khấu, văn xuôi, báo, giữ trách nhiệm đạo diễn chính của Nhà hát Quốc gia Tây Ban Nha. Năm 1924 Benavente được tôn vinh là Công dân Danh dự thành phố Madrid, nhận một số giải thưởng văn học và báo chí có uy tín, trở thành thành viên Viện Hàn lâm Tây Ban Nha. Năm 1922 Benavente nhận giải thưởng Nobel Văn học nhưng không đến dự lễ trao giải. Ông suốt đời sống độc thân và mất năm 88 tuổi ở Madrid.

## Tác phẩm
- Teatro fantastico (Sân khấu giả tưởng, 1892), tập kịch
- Versos (Thơ, 1893), thơ
- Cartas de mujeres (Những bức thư đàn bà, 1893), tập truyện
- El nido ajeno (Tổ lạ, 1894), kịch
- Gente conocida (Những người nổi tiếng, 1896), kịch
- La comidade las fieras (Thức ăn của dã thú, 1898), kịch
- La gobernadora (Phu nhân thống đốc, 1901), kịch
- La noche del sabado (Buổi tối thứ bảy, 1903), kịch
- Rosas de otoño (Những bông hồng mùa thu, 1905), kịch
- La princesa Bebe (Công chúa Bebe, 1906), hài kịch
- Señora ama  (Bà chủ, 1908), kịch
- La malquerida (Cô gái bất hạnh, 1913), kịch
- Los Intereses creados (Trò chơi quyền lợi, 1907), kịch
- Hijos, padres de sus padres (Con cái, những người cha của bố mẹ họ), kịch
- La ciudad alegrey confiada (Thành phố vui vẻ và vô tư, 1916), hài kịch
- Lecciones de buen amor (Những bài học của tình yêu đẹp, 1924), kịch
- La culpa es luya (Anh có lỗi, 1942), hài kịch
- Ha llegado Don Juan (Don Juan đã đến, 1952), kịch
- El alfiler en la boca (Kim găm trong miệng, 1953), kịch
- Tuyển tập kịch (1941-1955, 10 tập)